# Дорога домой (серия)
Дорога домой — цикл романов российского писателя-фантаста Виталия Зыкова, повествующий о приключениях и странствиях группы людей, попавших в мир, отличный от нашего. Цикл завершён и насчитывает 6 книг, две последние состоят из двух томов. Вне основного цикла существуют авторские рассказы "Гамзарские байки", события которых происходят в той же вселенной, параллельно событиям основного цикла.

## Книги цикла
- 2004 Безымянный раб
- 2005 Наёмник его величества
- 2006 Под знаменем пророчества
- 2009 Владыка Сардуора
- 2015 Власть силы (в двух томах)
- 2017 Великие спящие (в двух томах)[1]

## Сюжет
Группа из пятерых землян (2 парня и 3 девушки) после череды зловещих и невероятных событий попадают в параллельный мир — Торн. На Торне система представлений о свойствах и закономерностях реальности базируется на магии, а не на науке, как на Земле. Оказавшись в полном опасностей лесу, переселенцы пытаются выйти к людям и попросить о помощи. При нападении местного дикого зверя один из молодых людей (Ярослав) теряется. Продолжая движение в одиночку, он попадет в древнее святилище, где дух мифического существа обучает его своей магии. С этих пор герой идёт своей дорогой, развивая и оттачивая свои магические и боевые навыки. Он берёт себе имя К’ирсан Кайфат. Его сюжетная линия является основной в цикле.
Остальные герои встречаются с местными и попадают в резиденцию главы одного из самых могущественных государств Торна. Пообщавшись с первыми лицами государства и получив их поддержку, они различными способами пытаются адаптироваться к жизни в новом мире (поступление в университет, женитьба).
В отличие от остальных переселенцев К’ирсан Кайфат становится «вне закона». За ним охотятся спецслужбы многих государств. С течением времени, путешествуя с одного материка на другой, герой наживает себе всё новых и новых врагов. В конце четвёртой книги он становится королём одного из государств Сардуора.

## Персонажи

### Основные

#### К'ирсан Кайфат (Ярослав Клыков)
Главный герой цикла. На начало первой книги работает преподавателем информатики в университете г. Сосновска. Становится одним из пятерых человек, которые должны были участвовать в ритуале по обретению силы драконом Междумирья Рошагом. Нарушив ритуал, освобождает себя и остальных людей, попутно убив дракона и получив неизвестные изменения в структуре организма. Позже получает знания в Запретных сферах магии, а также отличный опыт владения оружием.

#### Олег Чимир
Второй по значимости персонаж после К'ирсана, попавший вместе с другими землянами в мир Торна. Высокий, поджарый и энергичный молодой человек. На начало первой книги ему 26 лет, работал частным предпринимателем. По его словам, служил в пограничных войсках. Попав на Торн, увлекается магией и становится подопечным льера Айрунга. Имеет склонность к истинной магии и сильную связь со стихией земли. Единственный из землян, не сменивший свое имя.

#### Лакриста Регнар (Анастасия)
Одна из пятерых землян, попавших в мир Торна. На начало первой книги являлась девушкой Олега, но спустя некоторое время после прибытия в Нолд прекратила отношения с ним. Сменила имя перед свадьбой с льером Вензором, послом Нолда. В результате брака с льером Вензором родила сына Селерея.

#### Магистр Бримс
Магистр Наказующих республики Нолд. Один из самых сильных боевых магов современности, чей возраст составляет более трёх веков, при этом внешне выглядит на двадцать с небольшим. Носит полностью белый костюм. Обладает знаниями в Запретной магии, в частности, используя при нападении боевой звезды эльфов Маллореана.

#### Айрунг
Наставник Олега и предполагаемый внебрачный сын архимага Виттора. Маг стихии воды, использует также стихию ветра.

#### Дарг
Кочевник, сын Великого вождя Сохога. Соперничал с братом за право наследования. Являлся хозяином Ярослава в книге "Безымянный раб". Сильный мечник, чего достиг годами тренировок и употреблением гарлуна - травы, вызывающей определённые мутации.

#### Архимаг Виттор
Правитель республики Нолд.Старый друг льера Бримса.

### Второстепенные

#### Терн Лин Согнар
Один из первых соратников К'ирсана. Служил вместе с главным героем в армии Зелода. В начале считал К'ирсана выскочкой, но затем сдружился и фактически является правой рукой Кайфата.
Разбавляет суровую жизнь Ярослава остроумными шуточками. Крайне оптимистичный персонаж.

#### Руал
Представитель фауны Торна, породы кайфат. Обладает разумом. Детёнышем был спасён Ярославом, из-за чего посчитал его за Старшего и всюду следует за ним. Кайфаты считаются опасными хищниками, обитающими только в Мёртвом Лесу. Внешне выглядит как небольшой зверёк с тонкой, однако очень прочной шерстью серебристого цвета.

#### Храбр грасс Яро
Родом из Загорья, а вовсе не из Кайена, поэтому прозвище имел — Загорский. Бывший разбойник, присягнувший на верность К'ирсану и ставший полководцем его армии. Несмотря на непосредственное появление лишь в четвёртой книге серии, упомянут как автор цитаты в самом начале цикла.

#### Минош
Один из воинов-магов - варреков тёмных эльфов. Отправлен во внешний мир для наблюдения за обстановкой.

## Мир Торна

### Мироустройство
Торн имеет форму шара и вращается вокруг звезды Тасс. Наряду с Торном вокруг Тасса вращаются ещё семь других безжизненных миров: Арх, Унета, Лагос, Явита, Генеш, Шорма и Дром. Кроме того, вокруг Торна вращается спутник — Ярдига.

### География
Мир Торна включает четыре крупных материка, которые омываются шестью океанами. Материки именуются Грольд, Сууд, Горх и Сардуор. Упоминается, что когда-то существовал пятый материк, который носит в мифах название Варт. Кроме того, к югу от Грольда располагается крупный остров Нолд. К западу от Грольда и Сууда расположен Змеиный Архипелаг — протянувшаяся с севера на юг концентрация мелких и средних островов — обитель пиратов и разбойников.
На севере Грольд, Горх и Сардуор омываются Льдистым океаном. На западе Грольд и Сууд, а на востоке Сардуор омывается Тихим океаном. На юге Грольд омывается Суудским океаном. Этот океан также омывает западные берега острова Нолд, восточная часть которого окунается в воды Благостного, или Эльфийского океана. Горх омывается с запада Эльфийским океаном, на востоке его побережье выходит на мрачные воды Темного океана. И наконец, на самом юге располагаются Потерянные воды. Происхождение этого названия неизвестно, но по сложившейся традиции его никто не меняет.

### Расы
Мир Торна населяют несколько рас:
- Драконы — несколько подвидов. Драконы Междумирья (могут посещать Торн и иные миры) и те которые живут на Торне, их давние потомки. Драконы живущие на Торне обладают мощным магическим потенциалом. Были дружественны государству магов Нолду, но потом, решили отказаться от этого союза. Скрытны, малочисленны и очень мстительны. Из-за опытов одного из драконов междумирья Рошага и начались приключения главных героев, сам же погибший дракон был воскрешен злыми силами и стал врагом всего живого на Торне.
- Люди — самая многочисленная раса, представители которой живут повсеместно на территории всех материков и населённых островов.
- Светлые эльфы — раса могущественных существ, со своим государством Маллореан, расположившимся на востоке Грольда. Искусны в плетении интриг и ведении закулисных политических игр, мастера магии высшего уровня, владеющие секретами древней (запретной) магии. Крайне негативно относятся к попыткам проникнуть на свою территорию.
- Темные эльфы — их земли, покрытые завесой мрака и тайн, раскинулись в центре материка Горх. Со времен древнего Раскола они являются постоянными соперниками своих Светлых собратьев.
- Орки — населяют северную часть Горха. Какой-то общей структуры власти у них нет, потому они беспрестанно воюют между собой и с южными соседями.
- Гномы — низкорослые обитатели подземных и подгорных городов. Мечтают вернуть своей расе былую значимость и влияние в мире. Поэтому всё время проводят в поисках утраченных знаний и артефактов.
- Истинные — прирожденные маги, обладающие способностями к магии от рождения. Достигшие высот в обучении магии обладают неограниченной продолжительностью жизни. Их обителью считается остров-государство Нолд. (Поправка — самостоятельной расой они не являются, всё ещё относясь к людям)
- Тролли (тарки) — высокие, с твердой шкурой, крепкими костями, мощными мышцами. Все это увенчано маленькой головой с еще более маленьким мозгом, где очень редки проявления мыслительной деятельности. Не восприимчивы к низшей магии, что делает их отличными телохранителями. Место обитания — север Сардуора.
- Гоблины (урги) — мелкое племя ушастых коротышек, с зачатками магии, сконцентрированной в руках их шаманов. Хитры и изворотливы. Остры на язык, что заставляет некоторых правителей держать их при себе в качестве шутов. Место обитания — север Сардуора.

### Языки
В мире распространено два языка:
- Гральг — язык, получивший распространение в Сардуоре. Сегодня сохранился в основном только на севере Сардуора, но и там постепенно изживается благодаря миссионерской деятельности Объединённого Протектората. Вырос из мёртвого новокаенского языка. Гральг продолжает изучаться только в военной академии Нолда.
- Торн — язык межрасового общения и единый язык человечества. Изучение языка отсталыми народами происходит под патронатом Объединённого протектората. Официальные документы на других языках считаются действительными, только если содержат перевод на торн.

## Премии
- Премия «Меч Без Имени» в 2004 году — за лучший дебютный роман (Безымянный раб)[2].

## Критика
В 2016 году Борис Невский на страницах журнала «Мир фантастики» вкратце описал сюжет цикла Виталия Зыкова «Дорога домой», как строительство новой жизни, ведущееся сквозь шипы и тернии, с переменным успехом, несколькими перенесёнными магическим способом в другой мир современниками читателя. Невский назвал цикл довольно типичным попаданческим фэнтези, но затруднился отнести его к какому-либо конкретному фэнтезийному направлению, отметив, в то же время, что громкий успех был принесён Зыкову, пожалуй, именно эклектикой. 